# Sant Iscle i Santa Victòria de Talltendre
L'església de Sant Iscle i Santa Victòria de Talltendre és una obra del municipi de Bellver de Cerdanya (Cerdanya) que està situada a l'entitat de població de Talltendre, a 1.579 metres d'altitud. S'esmenta en l'Acta de consagració de la Seu d'Urgell, del segle x, amb el nom de Sancti Aciscli de Telltendre. És una obra que forma part de l'Inventari del Patrimoni Arquitectònic de Catalunya.

## Descripció
D'estil romànic del segle xii, consta de nau única rectangular amb absis semicircular amb dues finestres de pedra ben treballada, les voltes són de perfil lleugerament apuntat, la coberta exterior és un llosat de llicorella. La portada de calcària vermella és de tres arcades rectangulars en disminució amb un petit timpà llis. En un principi el frontispici devia acabar en una espadanya, més tard modificat per un campanar de torre quadrada amb una obertura en cada un dels seus quatre costats.